# Strigamia crinita
Strigamia crinita är en mångfotingart som först beskrevs av Carl Graf Attems 1929.  Strigamia crinita ingår i släktet Strigamia och familjen spoljordkrypare.
Artens utbredningsområde är Rumänien. Inga underarter finns listade i Catalogue of Life.